# Bavaria

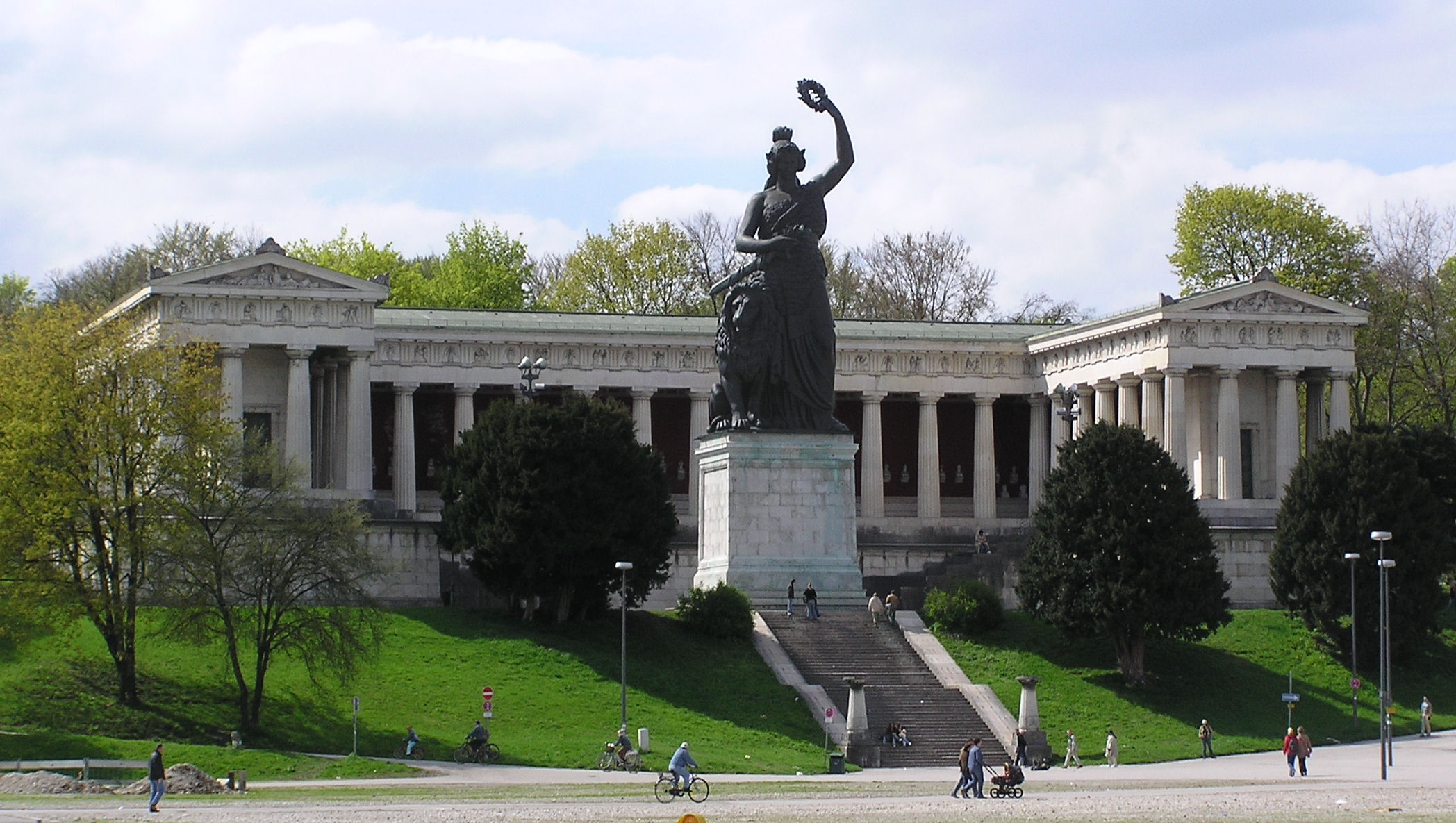
Bavaria mit Ruhmeshalle

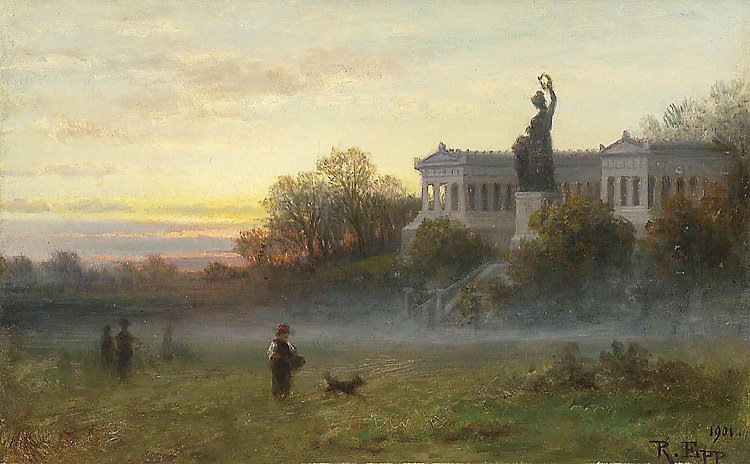
Rudolf Epp: Bavaria und Theresienwiese in München (um 1900)

Die Bavaria (der latinisierte Ausdruck für Bayern) ist die weibliche Symbolgestalt und weltliche Patronin Bayerns und tritt als personifizierte Allegorie für das Staatsgebilde Bayern in verschiedenen Formen und Ausprägungen auf. Sie stellt damit das säkulare Gegenstück zu Maria als religiöser Patrona Bavariae dar.
In der bildenden Kunst kann die kolossale Bronzestatue in München als bekannteste und zugleich monumentalste Darstellung der Bavaria gelten. Sie wurde im Auftrag von König Ludwig I. (1786–1868) in den Jahren 1843 bis 1850 errichtet und steht in baulicher Einheit mit der Ruhmeshalle am Rande der Hangkante oberhalb der Theresienwiese.
Nach den barocken Kolossalstatuen des 17. Jahrhunderts ist sie das erste Beispiel ihrer Art aus dem 19. Jahrhundert und seit der Antike die erste Kolossalstatue, die gänzlich aus gegossener Bronze besteht. Sie war und ist eine technische Meisterleistung.

## Allegorien Bayerns

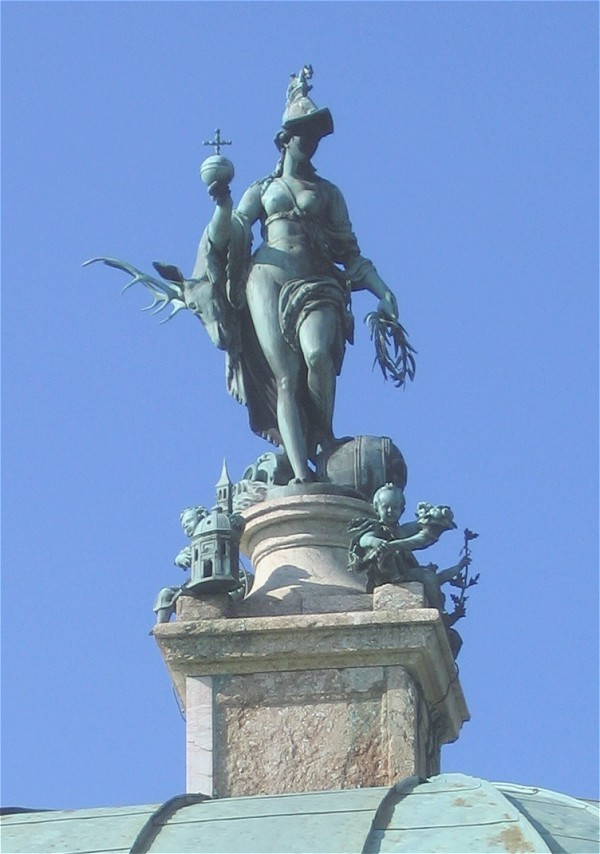
Bavaria auf dem Dianatempel im Münchner Hofgarten

Die Tellus Bavarica ist eine seit vielen Jahrhunderten gebräuchliche Allegorie der „bayerischen Erde“, die in vielerlei Gestalt unter anderem in Wappen, auf Gemälden, als Reliefdarstellung, zum Beispiel über Hauseingängen, sowie als Statue begegnet. In der öffentlichen Wahrnehmung wird die Bavaria heute weitgehend mit der monumentalen Statue an der Theresienwiese identifiziert, doch lassen sich weitere Beispiele im öffentlichen Raum finden. Ein gut zugängliches ist im Münchner Hofgarten zu sehen: Die Kuppel des zentralen „Dianatempels“ wurde ursprünglich von einer bronzenen Statue der Diana von Hubert Gerhard gekrönt, welche mutmaßlich Hans Krumpper 1623 zur Allegorie Bayerns umgestaltete, indem er ihren Helm zum Kurfürstenhut ergänzte und einen Reichsapfel statt eines Ährenkranzes in die Hand gab. Auf dem Tempel befindet sich heute eine Kopie, das Original ist im Theatinergang der Münchner Residenz ausgestellt.

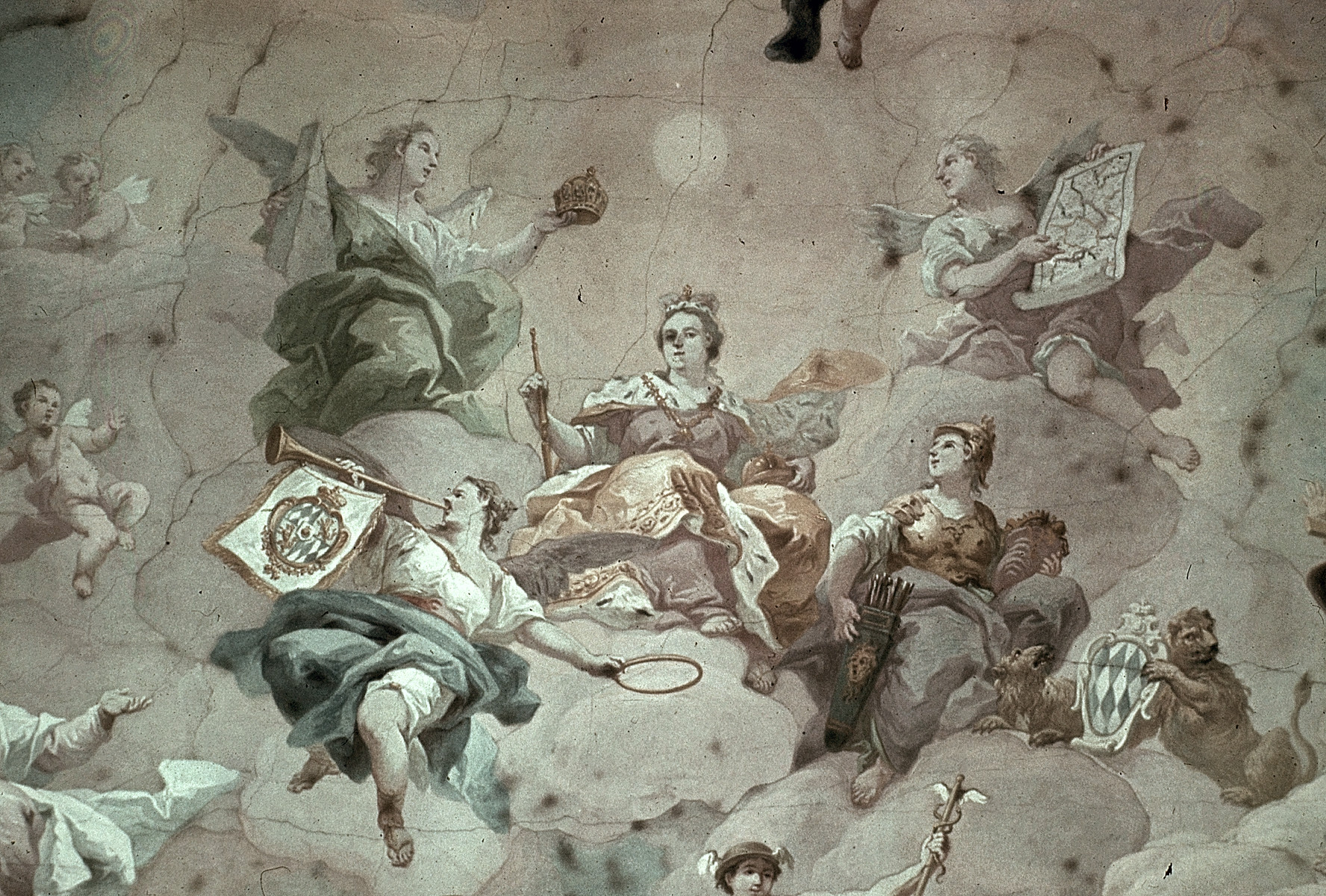
Bavaria an der Decke des Fürstensaals im Kloster Fürstenzell, 1773 von Bartolomeo Altomonte

1773 schuf Bartolomeo Altomonte Teile der barocken Ausgestaltung des Klosters Fürstenzell bei Passau und platzierte die Bavaria im Zentrum des Deckenfreskos im Fürstensaal. Sie ist als Königin im Moment der Krönung durch einen Engel dargestellt und von Allegorien der Kirche, des Handels, der Agrikultur und der Künste umgeben.

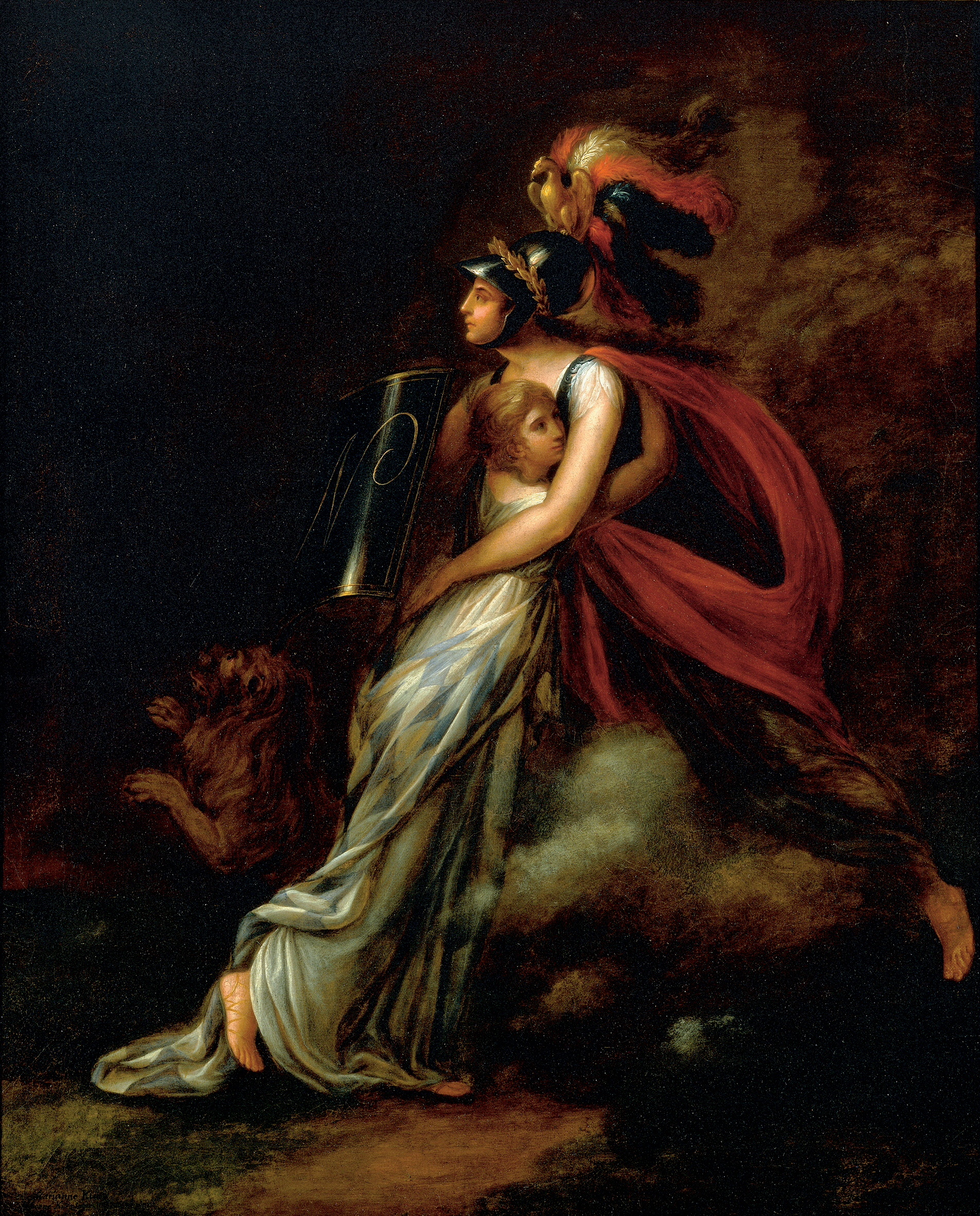
Marianne Kürzinger: Gallia schützt Bavaria

Eine ganz andere Version einer bayerischen Landesallegorie schuf 1805 die Künstlerin Marianne Kürzinger in ihrem Ölgemälde „Gallia schützt Bavaria“. Das Bild zeigt eine mädchenhafte, zierliche Allegorie des Landes in weiß-blauem Gewand, die sich vor dem drohenden Sturm in die Arme der herangleitenden Gallia flüchtet, derweil der Bayerische Löwe sich dem Unheil entgegenwirft. In der Darstellung spiegelt sich die Allianz zwischen Bayern und Frankreich in jener Zeit. Der Habsburger−Kaiser Franz hatte gedroht: „Ich werde Bayern nicht nehmen, ich werde es verschlingen.“

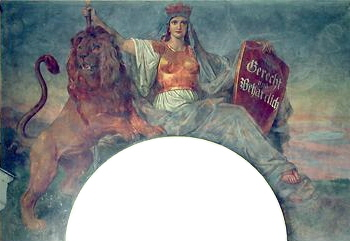
Fresko in den Münchner Hofgartenarkaden

Rund ein Vierteljahrhundert später schuf Peter von Cornelius zusammen mit weiteren an der Ausgestaltung der Münchner Hofgartenarkaden beteiligten Künstlern eine wesentlich selbstbewusstere Allegorie Bayerns als Fresko: Diese friedliche aber wehrhafte Bavaria trägt einen Brustharnisch und eine Mauerkrone, mit der rechten Hand hält sie einen umgekehrten Speer als Friedenszeichen, in der Linken einen Schild mit dem Motto König Ludwigs I. „Gerecht und beharrlich“. Mit dem Bayerischen Löwen zu ihrer Seite sitzt sie vor einer Landschaft mit Bergen und Flusstälern.

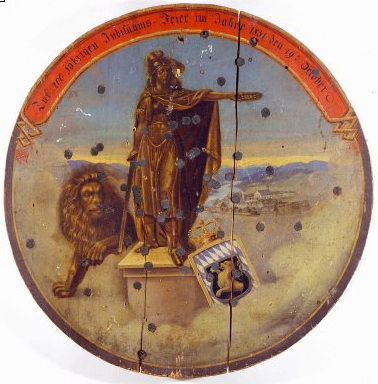
Die Bavaria auf einer Schützenscheibe von 1851

Dem unbekannten Maler einer Tölzer Schützenscheibe von 1851 dürften die zu jener Zeit bereits recht weit fortgeschrittenen Arbeiten Schwanthalers an der Kolossalplastik für die Ruhmeshalle mit ziemlicher Sicherheit aus der Presse oder sogar aus eigener Anschauung bekannt gewesen sein: Zwar frei interpretiert, zeigt seine Darstellung der Bavaria diese doch mit den gleichen Attributen wie die zwei Jahre danach enthüllte Bavaria an der Theresienwiese. Die Kleidung ist abweichend, doch die Postierung auf dem Sockel, das Schwert in der Rechten und der Siegeskranz in der Linken lassen das Vorbild deutlich erkennen. Allerdings setzte der Künstler die Allegorie hier vor eine Alpenlandschaft mit einer Stadtansicht von Bad Tölz im Hintergrund und fügte im Vordergrund ein Stadtwappen hinzu.
Von 2011 bis 2018 hielt die Bavaria, dargestellt von der Schauspielerin Luise Kinseher, die Fastenpredigt beim Starkbieranstich auf dem Nockherberg.

## Münchner Ruhmeshalle und Bavaria
Die Bavaria an der Theresienwiese wird von der Ruhmeshalle und dem Bavariapark umrahmt. Sie bildet eine gedankliche und gestalterische Einheit, wenn auch mit Brüchen, mit der sie umrahmenden dreiflügeligen dorischen Säulenhalle, welche sie auf ihrem Sockel überragt. Daher wird im Folgenden der Beschreibung der Bavaria eine kurze Darstellung der Geschichte der Halle vorangestellt. Eine ausführlichere Darstellung der Entwicklung findet sich im Artikel über die Ruhmeshalle München.

### Entstehung der Ruhmeshalle

#### Historischer Hintergrund

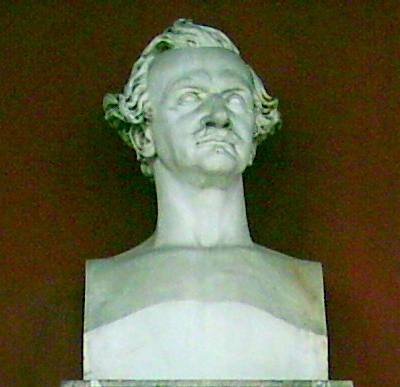
Büste Ludwigs I. in der Ruhmeshalle

Die Jugendzeit Ludwigs I. war geprägt von den Machtansprüchen Napoleons auf der einen und Österreichs auf der anderen Seite, das elterliche Haus Wittelsbach war zu dieser Zeit Spielball zwischen jenen beiden Großmächten. Bis 1805, als Napoleon im dritten Koalitionskrieg München „befreite“ und Ludwigs Vater Maximilian zum König machte, war Bayern wiederholt Kriegsschauplatz mit verheerenden Folgen für das Land. Erst mit Napoleons Niederlage in der Völkerschlacht bei Leipzig 1813 trat Bayern wirklich in eine Friedensphase ein.
Vor diesem Hintergrund machte sich Kronprinz Ludwig Gedanken über ein „Baiern aller Stämme“ und eine „größere deutsche Nation“. Diese Beweggründe und Ziele motivierten ihn in der Folgezeit zu mehreren Bauprojekten für Nationaldenkmäler wie die Konstitutionssäule in Gaibach (1828), die Walhalla östlich von Regensburg oberhalb der Donau und des Ortes Donaustauf (1842), die Ruhmeshalle in München (1853) und die Befreiungshalle bei Kelheim (1863), welche der König allesamt privat finanzierte und die in Form und Inhalt, Zweckbestimmung und Rezeption eine künstlerische wie politische Einheit bilden, die bei allen inneren Widersprüchen für Deutschland einzigartig ist.
Ludwig, der seinem Vater nach dessen Tod 1825 auf den Königsthron folgte, fühlte sich eng mit Griechenland verbunden, war ein glühender Verehrer der griechischen Antike und wollte seine Hauptstadt München in ein „Isar-Athen“ verwandeln. Ludwigs zweitgeborener Sohn Otto wurde 1832 zum König von Griechenland proklamiert.

#### Baugeschichte

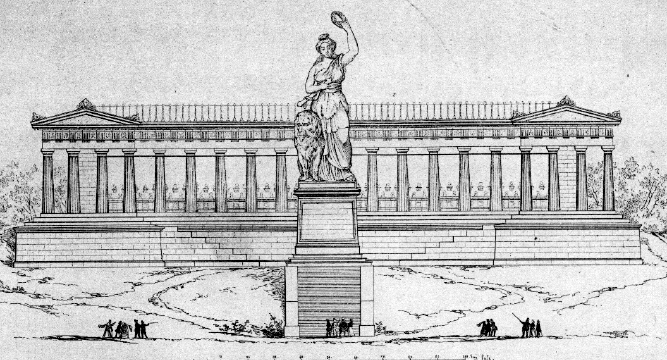
Die Bavaria vor der Ruhmeshalle, endgültige Fassung durch Klenze (Halle) und Schwanthaler (Statue)

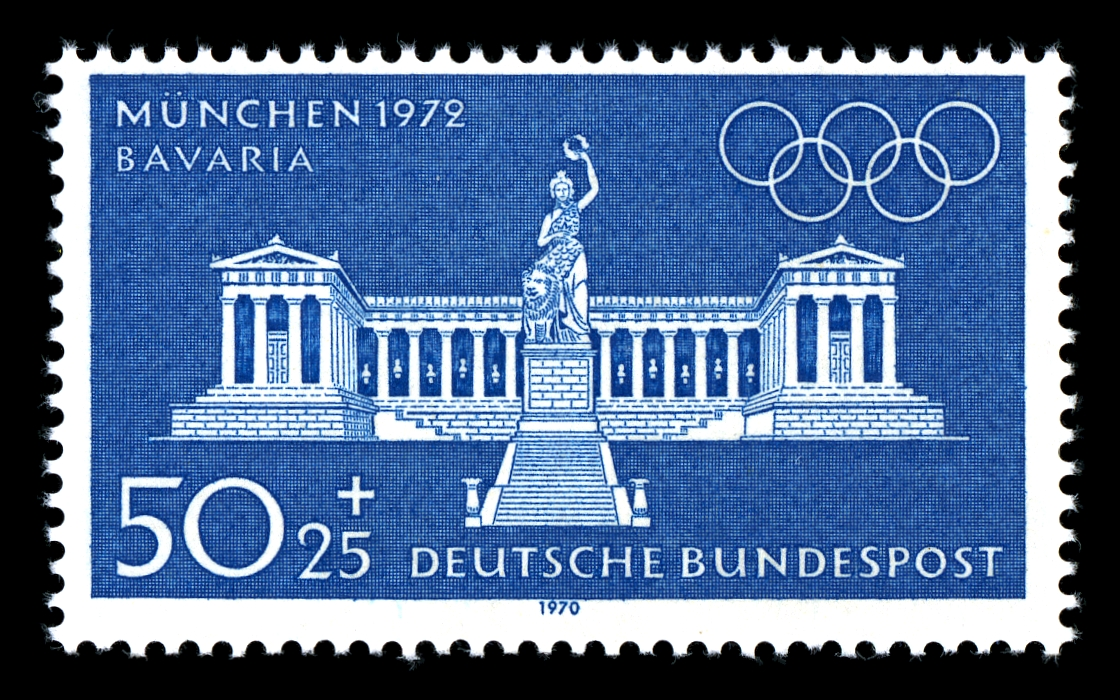
Bavaria und Ruhmeshalle

Schon als Kronprinz entwickelte Ludwig den Plan, in der Residenzstadt München ein patriotisches Denkmal zu errichten, in der Folgezeit ließ er Listen und Verzeichnisse „großer“ Bayern aller Stände und Berufe anfertigen. 1833 schrieb er einen Wettbewerb für sein Bauvorhaben aus. Der Wettbewerb sollte zunächst erste Ideen für die Gestaltung der Ruhmeshalle sammeln, daher wurden in der Ausschreibung nur die Eckdaten des Projekts vorgegeben: Die Halle sollte oberhalb der Theresienwiese errichtet werden und Platz für etwa 200 Büsten bieten. Die einzige Vorgabe lautete:

„[…] eine Kopie der Walhalla darf dieses Gebäude nicht werden, sind ja auch, so viele dorische Tempel es auch gab, keine Kopie des Parthenons gewesen […].“

Diese Bestimmung schloss den klassizistischen Baustil des Parallelprojekts Walhalla nicht aus, es liegt jedoch nahe anzunehmen, dass die Architekten dazu ermutigt werden sollten, einen anderen Baustil vorzuschlagen. Da die Entwürfe der vier Teilnehmer weitgehend erhalten sind, bietet sich ein interessanter Einblick in die Baugeschichte der Ruhmeshalle, entstanden in einer Phase des künstlerisch-weltanschaulichen Streits zwischen Klassizisten einerseits, die sich der Ästhetik der griechischen und römischen Antike verbunden fühlten, und Romantikern andererseits, die ihren künstlerischen Ausdruck an die Formensprache des Mittelalters anlehnten. Beim Wettbewerb zur Ruhmeshalle fand diese nicht nur künstlerisch-architektonische, sondern auch weltanschaulich-politische Auseinandersetzung eine Fortsetzung, die sich in den eingereichten Entwürfen spiegelt. Schlussendlich entschied sich Ludwig I. im März 1834, in erster Linie aus Kostengründen, gegen die Projekte Friedrich von Gärtners, Joseph Daniel Ohlmüllers und Friedrich Zieblands und beauftragte Leo von Klenze mit dem Bau der Ruhmeshalle. An Klenzes Entwurf beeindruckte ihn zweifellos die Kolossalstatue besonders, war doch eine solche Großplastik seit der Antike nicht mehr verwirklicht worden. Geschmeichelt von der Idee, ebenso imposante Statuen zu errichten wie die bewunderten antiken Herrscher, schrieb Ludwig I. nach seiner Entscheidung für Klenzes Entwurf:

„Nero und ich sind die einzigen, die so Großes gemacht haben, seit Nero keiner mehr.“

### Statue der Bavaria

#### Ikonografie
Die Statue war ursprünglich in antikisierender Ikonographie skizziert, der Charakter wurde jedoch im Laufe der Planungszeit geändert. Das schließlich verwirklichte Standbild ist durch die Romantik geprägt und greift die Symbolik des germanischen Raums auf.

#### Entwürfe Leo von Klenzes
Von Klenze zeichnete bereits 1824 erste Entwürfe einer Bavaria als „griechischer Amazone“. Inspiration für ein solches Standbild war die kolossale Bronzestatue der Athena Promachos, mehrere Gemälde von 1846 zeigen Klenzes Vorstellung der Akropolis von Athen.

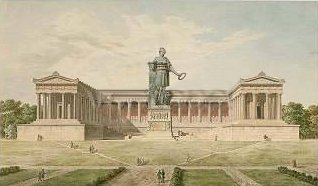
Ansicht der Ruhmeshalle mit Bavaria, Entwurf von Leo von Klenze, 1834, Staatliche Graphische Sammlung München

Nachdem der Wettbewerb für die Gestaltung der Ruhmeshalle zu Gunsten v. Klenzes entschieden war, zeichnete dieser neben Detailskizzen für die Halle weitere Entwürfe für die Bavaria. Die Skizzen zeigen eine antiken Amazonendarstellungen nachempfundene Bavaria mit zweifach gegürtetem Kleid (Chiton) und hochgeschnürten Sandalen. Mit ihrer rechten Hand krönt sie eine mehrköpfige Herme, deren vier Gesichter die Herrscher- und Kriegstugenden, die Künste und die Wissenschaft symbolisieren sollen. In der linken Hand hält die Bavaria mit ausgestrecktem Arm einen Kranz auf Hüfthöhe, den sie symbolisch den geehrten Persönlichkeiten spendet. Zur Linken der Bavaria kauert ein Löwe.
Mit diesem Vorschlag schuf v. Klenze durch die Mischung verschiedener Motive einen neuen Typ der Länderallegorie. Personifikationen Bayerns gab es, wie oben beschrieben, schon lange zuvor. Doch während beispielsweise die Attribute der Tellus Bavarica auf dem Hofgartentempel für materielle Reichtümer des Landes stehen, stattete v. Klenze seine Bavaria mit Attributen der Bildung und der Staatsführung aus. Damit zeichnete er zugleich ein neues Ideal des Staates. In v. Klenzes Entwurf rückt ein tugendhaftes und aufgeklärtes Staatsideal in den Mittelpunkt und verdrängt die agrarischen Symbole. In einem weiteren Entwurf aus dem Jahr 1834 plante v. Klenze die Bavaria als exakte Kopie der Athena Promachos, die einst vor der Akropolis stand. Nach diesem Vorschlag wäre die Bavaria mit Helm und Schild und erhobener Lanze ausgestattet worden.
Am 28. Mai 1837 wurde der Vertrag über die Herstellung der Bavaria zwischen Ludwig I., v. Klenze, dem Bildhauer Ludwig Schwanthaler und den Erzgießern Johann Baptist Stiglmaier und dessen Neffen Ferdinand von Miller unterzeichnet. Die Entwürfe für Hermannsdenkmäler im Teutoburger Wald aus den 20er Jahren des 19. Jahrhunderts, die allerdings erst nach der Bavaria realisiert wurden, waren Ludwig I. und den beteiligten Künstlern sicher bekannt.

#### Entwürfe Schwanthalers

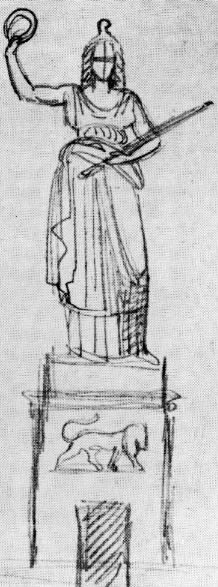
Frühe Skizze Schwanthalers: Antikisierendes Gewand, der Löwe taucht zunächst auf dem Sockel auf

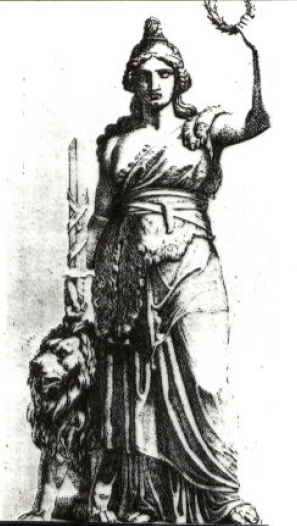
„Germanisierter“ Entwurf Schwanthalers, Löwe zu Füßen der Statue, Schwerthaltung noch abweichend von der Endfassung

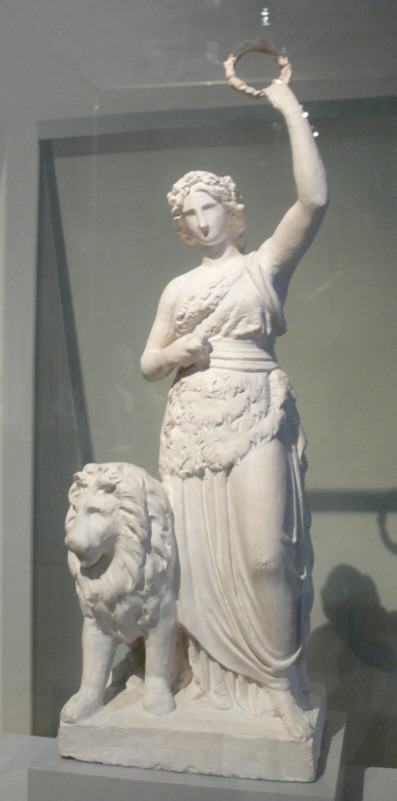
Gipsmodell Schwanthalers, um 1838/1839 (Bayerisches Nationalmuseum)

Im Gegensatz zu Klenze, der sich intensiv mit der Antike beschäftigte, war Schwanthaler Anhänger der romantischen Bewegung und gehörte mehreren Münchner Mittelalter-Zirkeln an, die sich für alles „Vaterländische“ begeisterten, Fremdes und vor allem die Antike dagegen ablehnten. Daher stand Schwanthaler in Opposition zu den klassizistischen Vorgaben Klenzes. Offenbar war es Teil von Ludwigs Strategie, die konträren Kunstauffassungen in die Gestaltung ein und desselben patriotischen Denkmalprojekts einzubinden, um die zerstrittenen Lager unter dem Dach der Nation zu einen. Sein Versuch einer Synthese der klassizistischen und der romantisch-gotischen Stilrichtung wird in der Literatur oft als „romantischer Klassizismus“ oder „ludovizianischer Stil“ bezeichnet.
Schwanthaler hielt sich in seinen ersten Bavaria-Entwürfen zunächst an die Vorgaben Klenzes. Bald jedoch begann der Bildhauer, eigene Variationen der Bavaria zu entwerfen. Entscheidend war dabei sein Entschluss, die Bavaria nicht mehr nach antikem Vorbild zu gestalten, sondern sie „germanisch“ zu kleiden: Das bis zu den Füßen reichende, hemdartige Kleid wurde nun sehr einfach drapiert und zusammen mit einem darübergeworfenen Bärenfell gegürtet, was der Figur nach Schwanthalers Ansicht einen typisch „teutschen“ Charakter verlieh.
In einem Gipsmodell aus dem Jahr 1840 ging Schwanthaler noch einen Schritt weiter. Das Haupthaar der Bavaria zierte er nun mit einem Eichenkranz. Aus dem Kranz in der erhobenen Linken, der bei Klenze aus Lorbeer gewunden war, wurde ebenfalls ein Eichenkranz. Die Eiche galt als speziell deutscher Baum. Die Umgestaltung der Bavaria fand zeitlich parallel zur so genannten Rheinkrise von 1840/41 und somit in einer Zeit patriotischer Aufwallungen gegen den „Erzfeind“ Frankreich statt. Diese Krise scheint für Schwanthaler, der ohnehin schon ein begeisterter Patriot war, Anlass gewesen zu sein, seine Bavaria betont wehrhaft mit gezogenem Schwert darzustellen. Noch bis 1843 veränderte Schwanthaler das immer wieder angepasste Gipsmodell. Dabei erhielt die zunächst steife Darstellung „innere Bewegung“ und es „gelang, der kompakten Kolossalstatue mit ihrer vorsichtig angedeuteten Kontrapoststellung Leichtigkeit und gelockerte Haltung zu geben. Der nun geneigte Kopf mit milderen, mädchenhaften Zügen strahlt eine stille Verträumtheit aus, die vorher fehlte. Das Schwert wird nicht mehr unnatürlich steil nach oben, sondern mit angewinkeltem rechtem Arm schräg gehalten. Der Löwe steht unruhiger und hält das Maul geschlossen.“

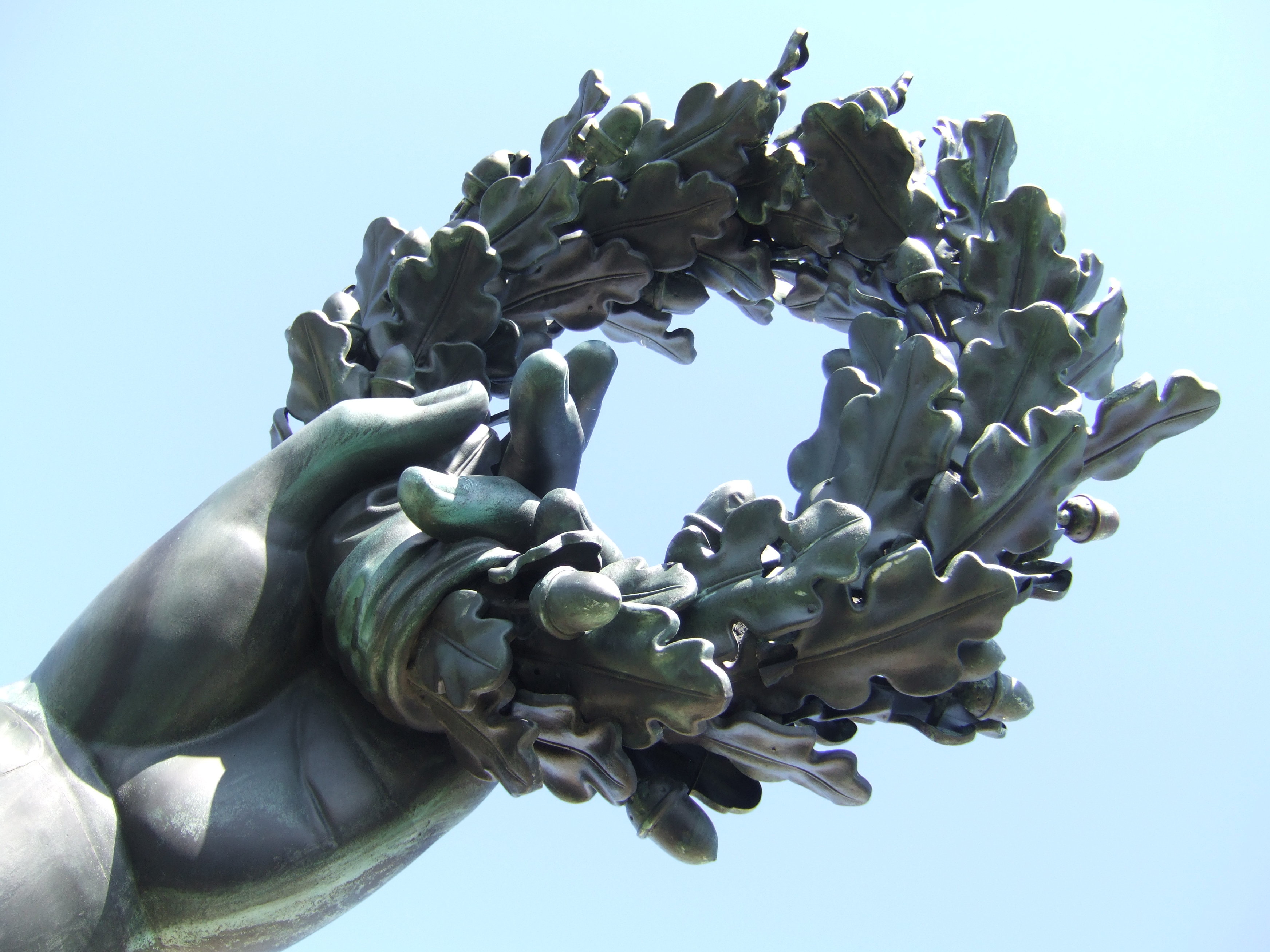
Linke Hand mit Eichenkranz

Die Attribute der Bavaria sind wie dargelegt im Fall des Bärenfells, des Eichenkranzes und des Schwertes relativ leicht aus dem kunsthistorischen und politischen Kontext der Entstehungsgeschichte zu erklären. Schwerer fällt dies jedoch bei der Deutung des Löwen. Das Tier einfach als Symbol für Bayern zu interpretieren liegt zwar nahe, trifft jedoch nicht ganz die Intentionen Klenzes und Schwanthalers. Im Bereich der Heraldik hatte der Löwe für die Herrscher Bayerns seit jeher einen festen Platz. Als Pfalzgrafen bei Rhein führten ihn die Wittelsbacher seit dem Hochmittelalter im Wappen. Außerdem dienten schon sehr früh zwei aufrechte Löwen als Schildhalter des bayerischen Wappens.
Der Kunsthistoriker Manfred F. Fischer ist jedoch der Meinung, dass der Löwe neben der Bavaria nicht nur als Wappentier Bayerns gedacht war, sondern ebenso wie das gezogene Schwert als ein Symbol für die Wehrhaftigkeit angesehen werden muss.
Das wichtigste Attribut der Bavaria bleibt jedoch der Eichenkranz in ihrer linken Hand. Der Kranz bedeutet eine Ehrengabe für diejenigen, deren Büsten im Inneren der Ruhmeshalle aufgestellt werden sollten.

#### Ausführung

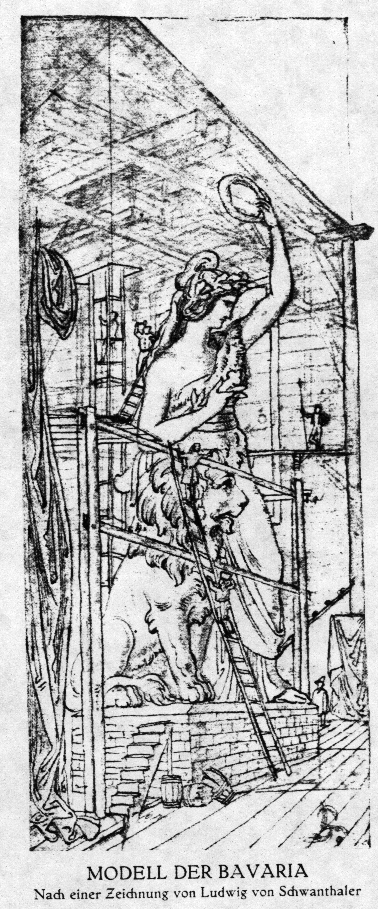
Arbeiten am originalgroßen Model, zeitgenössisches Pressebild

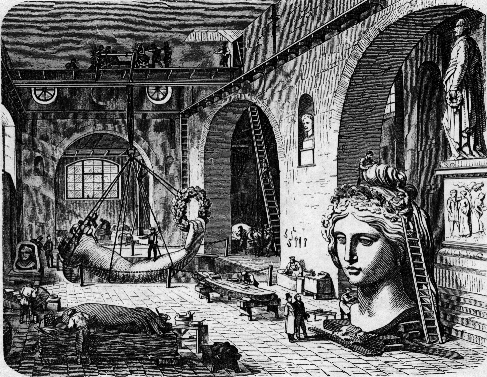
Szene aus dem Inneren der Erzgießerei mit Kopf und einem Arm der Bavaria

Das 18,52 Meter hohe und 1560 (bayr.) Zentner (ca. 87,36 Tonnen) schwere Standbild der Bavaria wurde im Bronzehohlguss hergestellt und besteht aus vier Teilgüssen (Kopf, Brust, Hüfte, untere Hälfte und Löwe) und diversen montierten Kleinteilen. Die Höhe des Steinsockels beträgt 8,92 Meter.
Die Statue sollte nach den Vorschlägen v. Klenzes in Bronze gegossen werden. Seit der Antike galt Bronze als ehrwürdiges und dauerhaftes Material. Ludwig, der die Zeugnisse seines Wirkens der Nachwelt erhalten wollte, lag sehr viel an der Kunst des Bronzegusses. Daher förderte der König die Münchner Bronzegießer Johann Baptist Stiglmaier und dessen Neffen Ferdinand von Miller und belebte die lange Tradition des Bronzegusses in München, indem er eine neue Gießstätte errichten ließ. Im Jahr 1825 wurde die von Ludwig in Auftrag gegebene und von v. Klenze erbaute Königliche Erzgießerei an der Nymphenburger Straße in Betrieb genommen. Aus der Produktion dieses Gießhauses stammt neben vielen weiteren Bronze-Großplastiken jener Zeit unter anderem der Obelisk am Münchner Karolinenplatz.
Seit Ende des Jahres 1839 erarbeitete Schwanthaler auf dem Gelände der Erzgießerei gemeinsam mit etlichen Hilfsarbeitern nach und nach ein Gipsmodell der Bavaria in Originalgröße. Beim Brennvorgang fingen mehrere Werkstatthallen Feuer. 1840 wurde zunächst ein erstes, vier Meter hohes Hilfsmodell angefertigt. Im Spätsommer 1843 konnte dann das fertiggestellte originalgroße Modell in einzelne Teile zerlegt werden, die Stiglmaier und Miller dann als Vorlage für die jeweiligen Gussformen dienten. Ehe man jedoch mit dem Gießen beginnen konnte, starb Stiglmaier im April 1844, und die Leitung des Projekts ging auf v. Miller über.

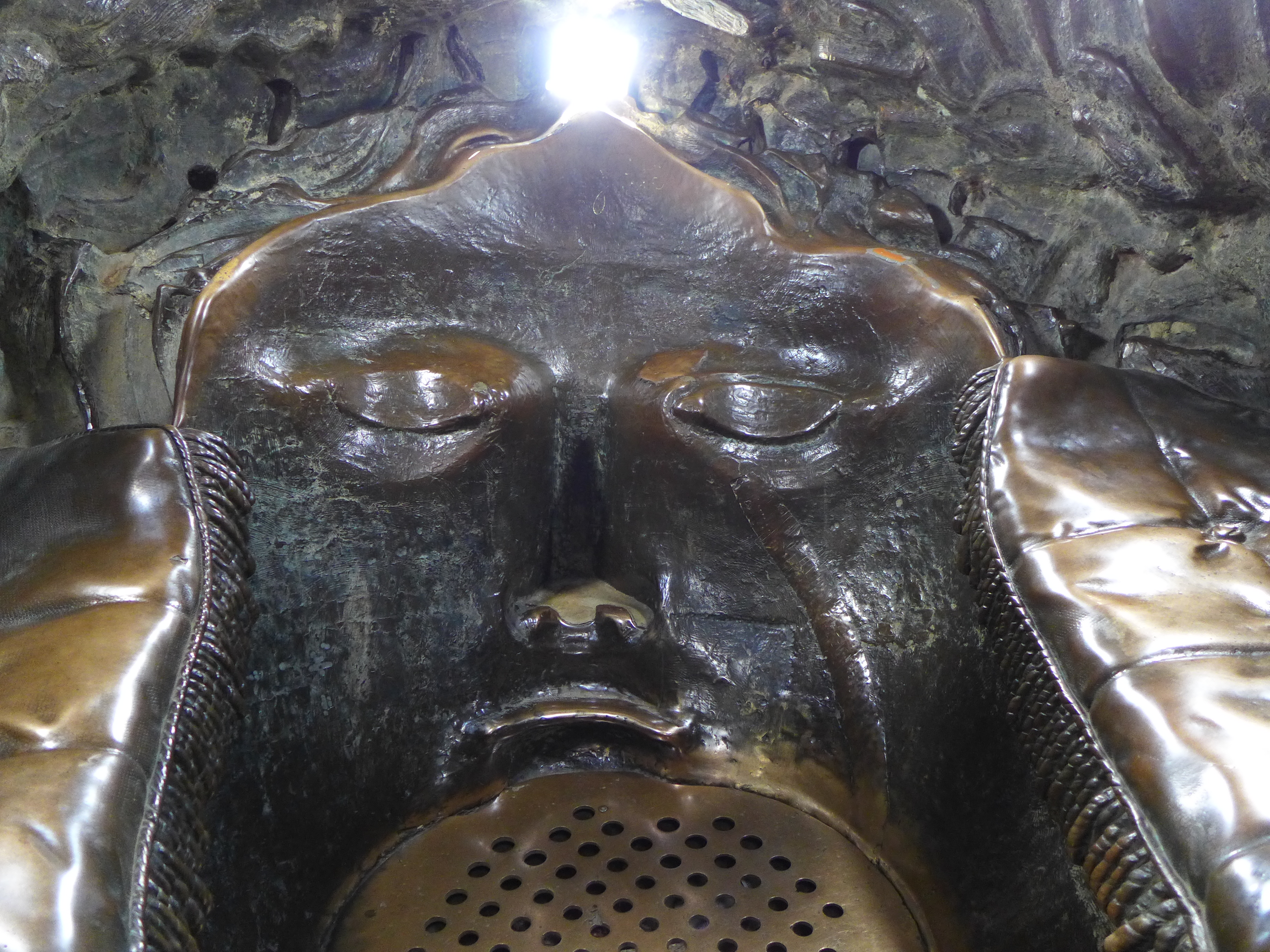
Inneres des Kopfes der Bavaria; Über den Augen ein Guckloch zur Theresienwiese; Seitlich: Sitzbänke mit gegossenen Polstern
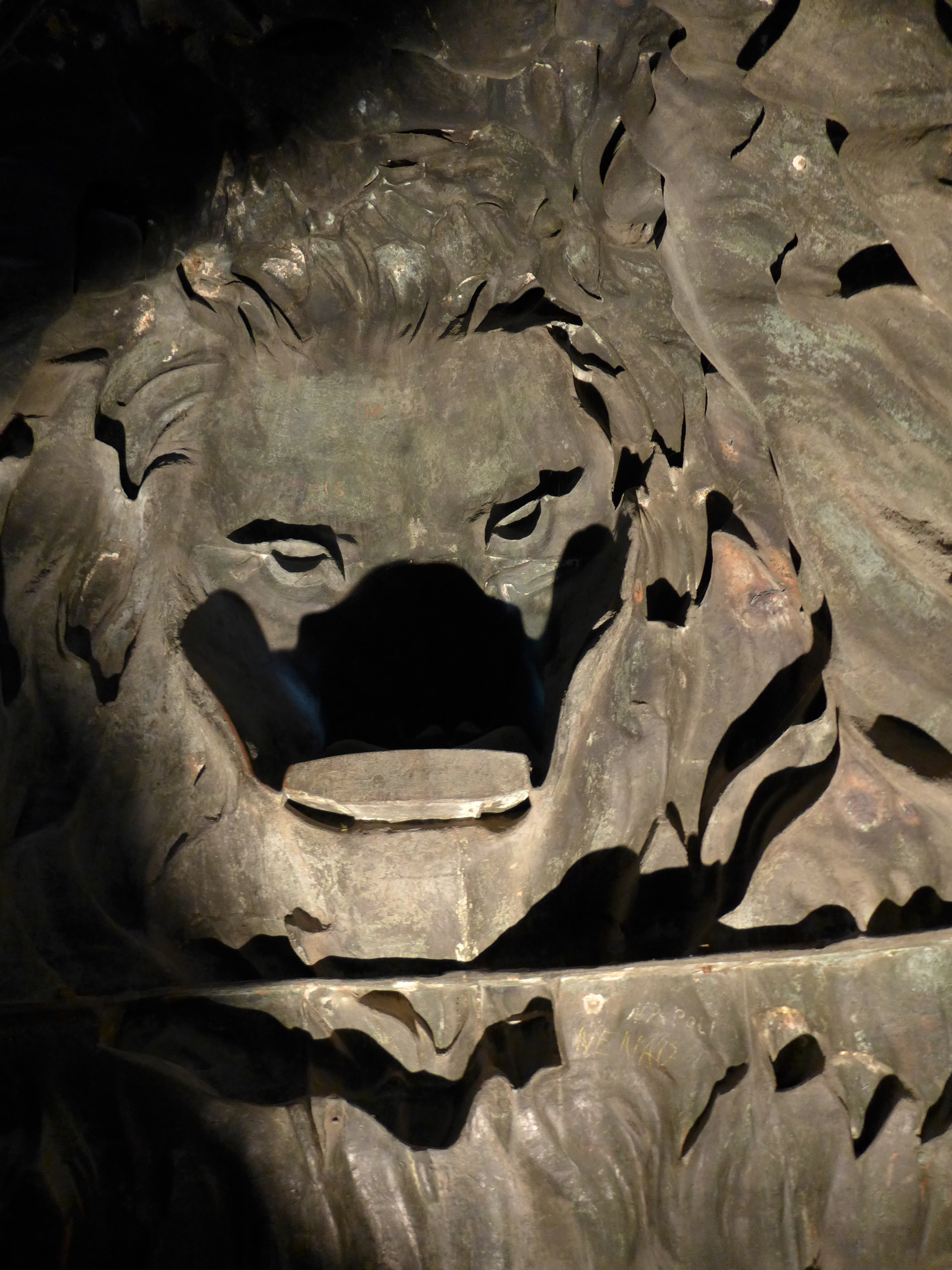
Kopf des Löwen der Bavariastatue von innen

Am 11. September 1844 wurde der Kopf der Bavaria aus der Bronze türkischer Kanonen gegossen, die 1827 im griechischen Befreiungskrieg in der Schlacht von Navarino (heute Pylos auf der Peloponnes) mit der ägyptisch-türkischen Flotte untergegangen waren und unter dem griechischen König Otto, Sohn Ludwigs I., gehoben und als Recyclingmaterial in Europa verkauft worden waren, wobei etliche davon nach Bayern gelangten. Im Januar und März 1845 folgte der Guss der Arme, am 11. Oktober 1845 der des Bruststückes. Im darauf folgenden Jahr wurde das Hüftstück gegossen, und im Juli 1848 war das gesamte Oberteil der Statue fertiggestellt. Der letzte größere Guss, für das Unterteil, fand am 1. Dezember 1849 statt.
An den Ort der Herstellung der Monumentalstatue erinnern heute noch die Münchner Erzgießereistraße sowie die parallele Sandstraße, an der die für den Guss notwendige Sandgrube lag.

#### Finanzierung
Wie alle Nationaldenkmäler Ludwigs waren die Bavaria und die Ruhmeshalle private Projekte des Königs, die er persönlich finanzierte. Am 20. März 1848 dankte Ludwig I. unter Druck zugunsten seines Sohnes Maximilian ab, was nicht ohne Folgen für die Weiterführung des Denkmalprojekts blieb.
Maximilian verpflichtete sich zwar zur Fortführung des Unternehmens, sein Budget dafür sah aber lediglich 9000 Gulden pro Jahr vor, was völlig unzureichend war.
v. Miller, der die Gusskosten aus eigener Tasche vorstrecken musste, geriet in ernste Geldnot. Erst als der abgedankte König die Finanzierung aus seiner Privatschatulle wieder übernahm, konnte die Fertigstellung der Bavaria gesichert werden. v. Miller blieb auf einem Teil der Kosten sitzen, der Werbeeffekt für die Erzgießerei war in der Folge jedoch so groß, dass die Kosten durch eine Vielzahl von Aufträgen reichlich aufgewogen wurden und die später privatisierte Erzgießerei sich bis in die 1930er Jahre behaupten konnte.
Insgesamt kostete die Ruhmeshalle den König 614.987 Gulden, die Bavaria 286.346 Gulden und das Grundstück 13.784 Gulden.

#### Aufstellung und Einweihung 1850

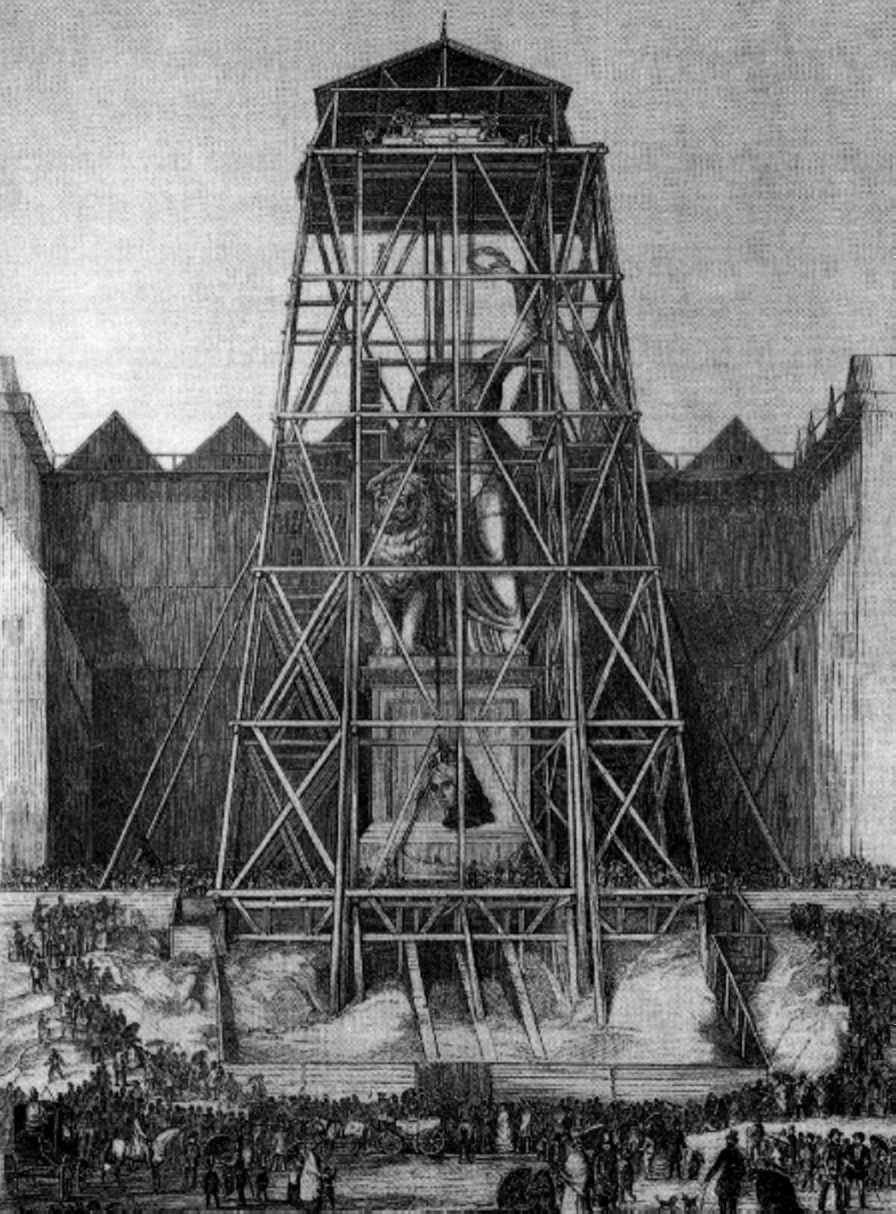
Endmontage der Statue 1850

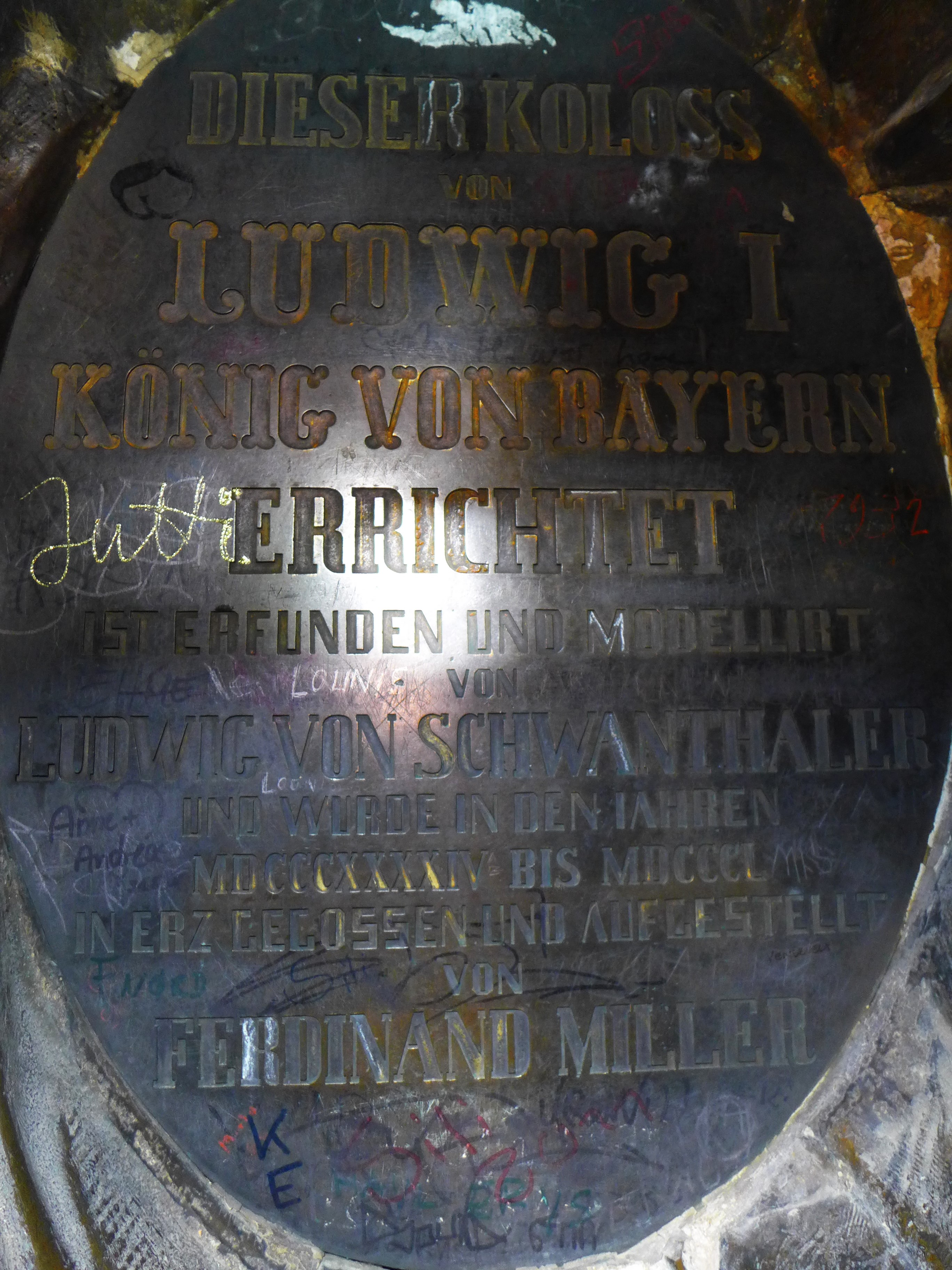
Gedenkplakette im Kopf der Bavaria mit der Inschrift: „Dieser Koloss von Ludwig I (sic) König von Bayern errichtet ist erfunden und modellirt (sic) von Ludwig von Schwanthaler und wurde in den Jahren MDCCCXXXXIV bis MDCCCL in Erz gegossen und aufgestellt von Ferdinand Miller“

Zum Oktoberfest des Jahres 1850, welches das 25. Regierungsjahr Ludwigs gewesen wäre, sollte die Bavaria in einem festlichen Akt enthüllt werden. Vor der Feier für den abgedankten König musste man zunächst Bedenken der Regierung ausräumen, die befürchtete, eine solche Veranstaltung könne als Demonstration gegen den regierenden König Maximilian II. aufgefasst werden.
Von Juni bis August wurden die Einzelteile der Bavaria auf eigens hierfür konstruierten Wagen, die von je zwölf Pferden gezogen wurden, zum Aufstellungsort transportiert. Am 7. August 1850 wurde als letztes der Kopf mit einem Festzug durch die Stadt zur Theresienhöhe geleitet. Die feierliche Enthüllung fand schließlich am 9. Oktober nach einem Festzug aller Gewerbe und Zünfte zur Theresienwiese statt und geriet erwartungsgemäß zu einer Huldigungsfeier für den abgedankten König. Die Künstler, die der König in den Jahren seiner Regierung sehr gefördert und durch seine rege Bautätigkeit mit Aufträgen versorgt hatte, würdigten Ludwig in besonderem Maß. Der für die Münchner Künstlerschaft sprechende Festredner Tischlein rief in seiner Festrede nach der Enthüllung der Bavaria:

„Dank und Preis der Gegenwart, der Nachwelt, – Bavarias eh’rne Eichenkrone gebührt vor Allen König Ludwig dem Kunstbeschützer!“

Die Ruhmeshalle war bei der Enthüllung der Bavaria noch nicht fertiggestellt, Gerüste und Holzdächer verdeckten noch weite Teile des Baus. Erst 1853 konnte der Bau im Rahmen einer weitaus schlichteren Feier eingeweiht werden.
Im Inneren der Statue führt eine Wendeltreppe in den Kopf zu einer Plattform mit zwei bronzenen Sitzbänken und vier Sichtluken. Im Jahr 2014 bestiegen rund 33.000 Besucher die Statue. Die Aufstellung der Statue an der Hangkante oberhalb der damals noch wesentlich größeren Theresienwiese weist über die antiken Bezüge hinaus, wo Statuen und Säulen sich auf Architektur bezogen, sondern greift germanisch, romantische Motive auf: „Vor ihr öffnet sich die Weite des freien, grenzenlosen Raumes. Sie gehört zu der flachen Landschaft, nicht zur Architektur“ und „Schwanthaler gelang mit der ›Bavaria‹ das erste monumentale romantische Werk, das in sich geschlossen und doch auf den freien Landschaftsraum bezogen ist.“ Bei der ab den 1870er Jahren geplanten Bebauung der östlichen Theresienwiese legte Georg von Hauberrisser 1878 einen Entwurf vor, der eine ovale Begrenzung der verbleibenden Freifläche vorsieht, bei der alle einmündenden Straßen radial auf die Bavaria zulaufen. Dieses Konzept wurde im Baulinienplan von 1882 aufgegriffen und verwirklicht.

#### Nachguss der rechten Hand

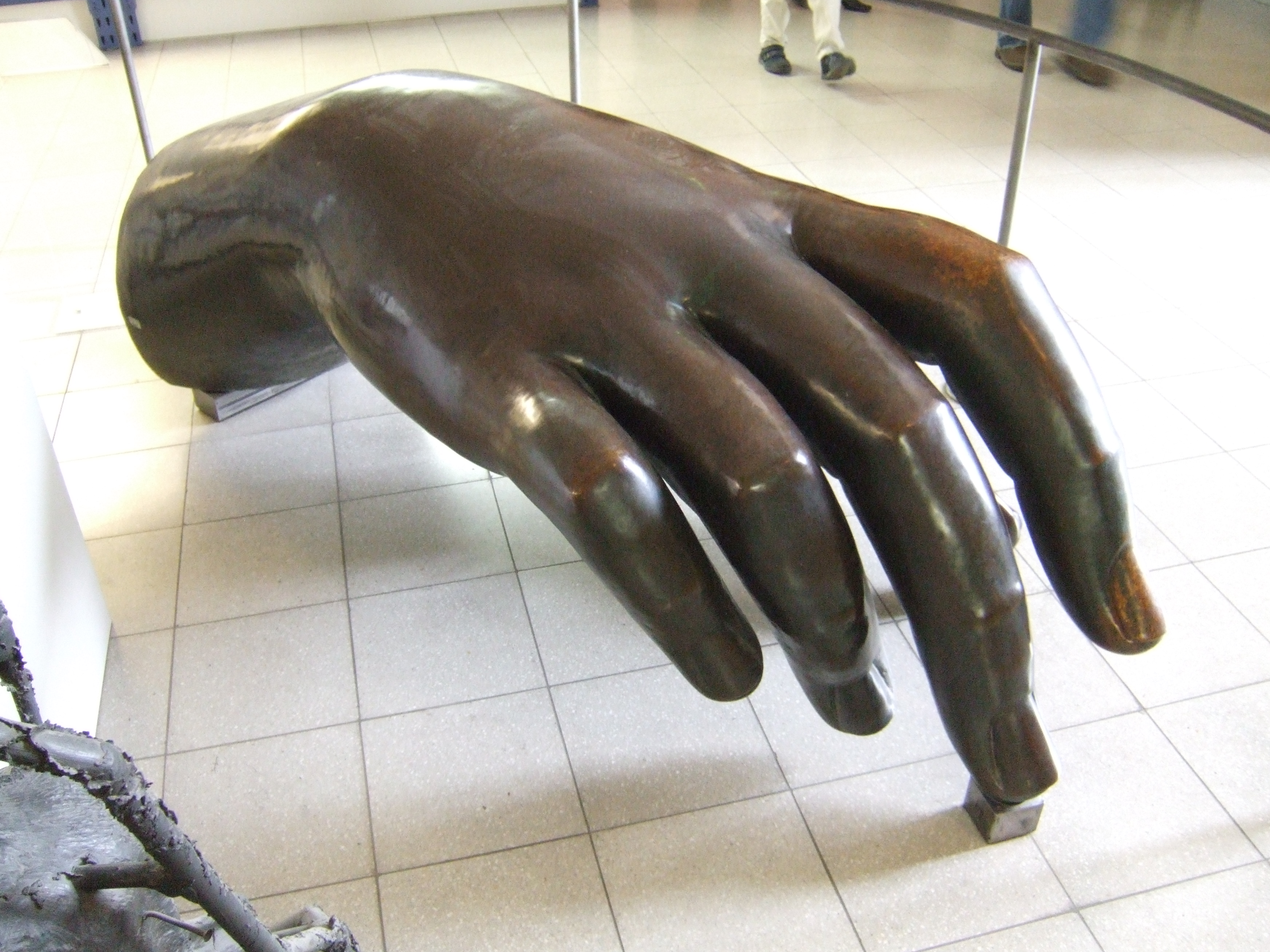
Nachbildung (1907) der rechten Hand der Bavaria im Deutschen Museum, München

1907 veranlasste Oskar von Miller, der Sohn Ferdinand von Millers und Begründer des Deutschen Museums in München, einen originalgetreuen Nachguss der rechten Hand der Bavaria. Er wurde in der Königlichen Erzgießerei Ferdinand von Miller angefertigt, aus dem gleichen Material wie das Original (92 % Kupfer, 5 % Zink, 2 % Zinn, 1 % Blei). Der Guss hat eine Wandstärke von 4 bis 8 Millimetern und wiegt 420 Kilogramm. Die Hand ist seither in der Metallurgie-Sammlung des Deutschen Museums zu besichtigen.

#### Sanierung

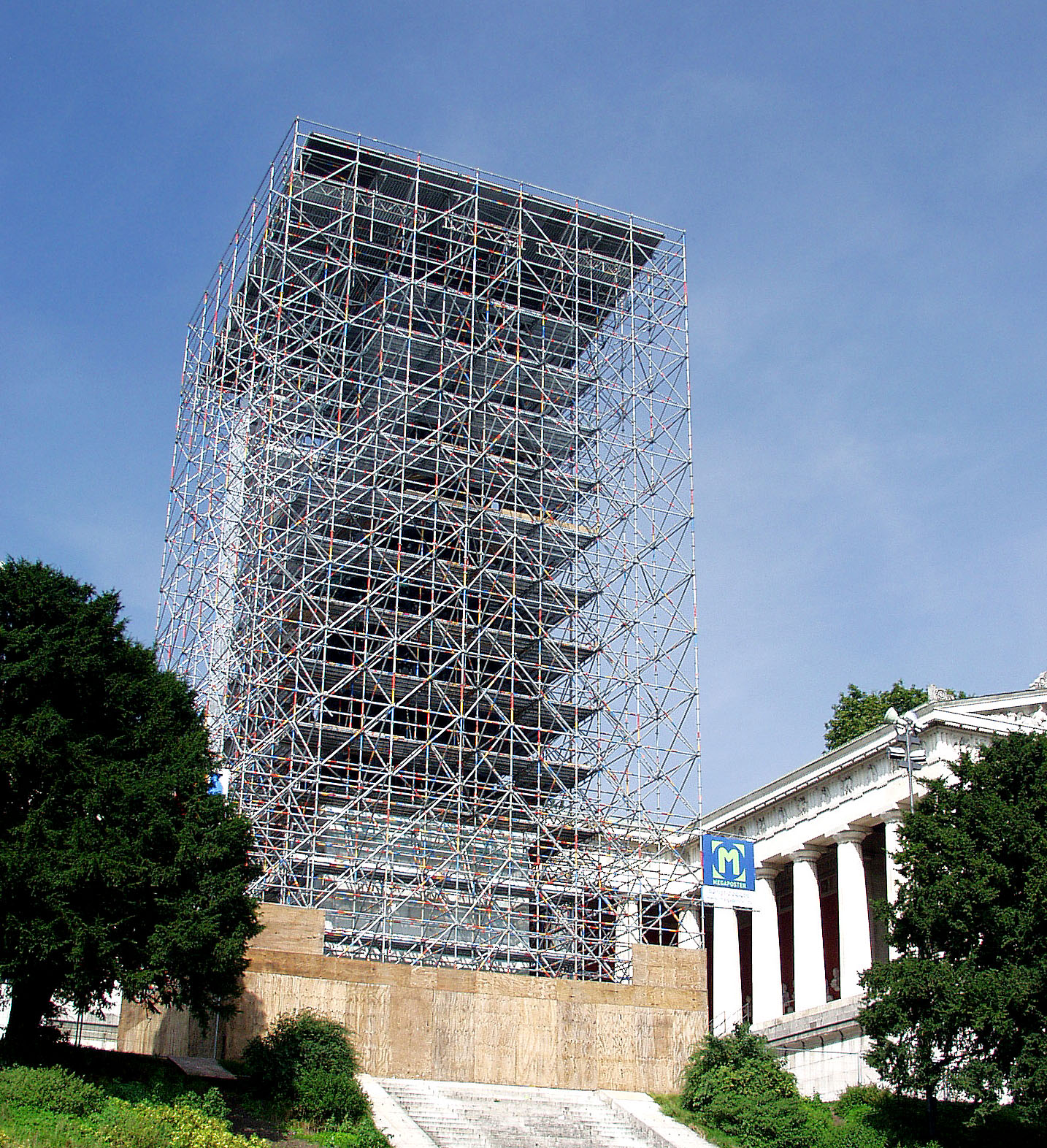
Zur Sanierung eingerüstete Bavaria im August 2002

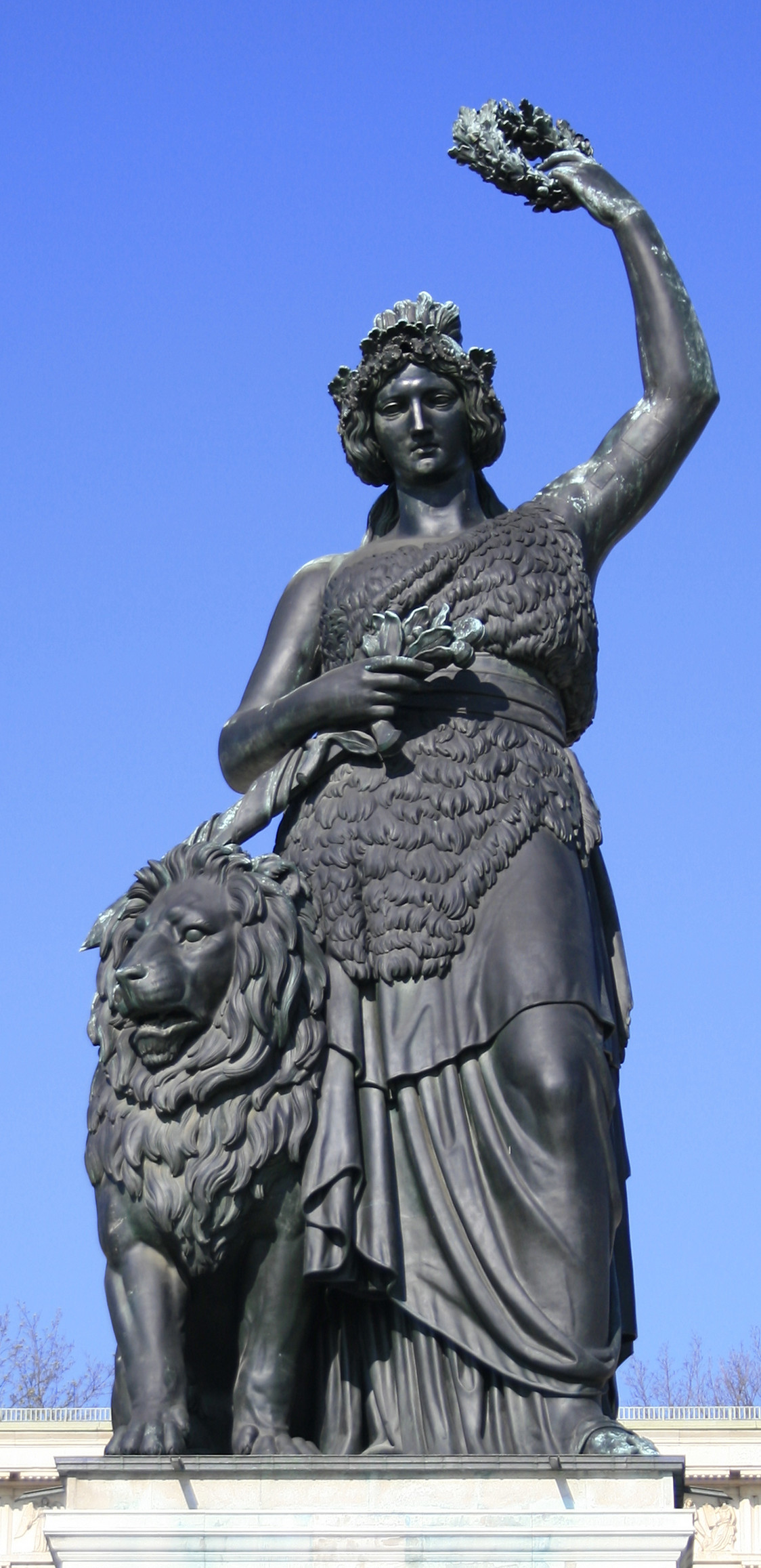
Bavaria und Löwe nach der Sanierung

Die vom Verein Bavaria 2000 initiierten Untersuchungen der Bavaria durch Experten brachten so schwerwiegende Schäden ans Licht, dass die Statue im Jahr 2001 für Besucher geschlossen werden musste. Insgesamt wurden über zweitausend Einzelschäden festgestellt.
Zur Teilfinanzierung der Renovierungsarbeiten legte der Verein Repliken des einzigen Schwanthaler-Modells, der Spitze des kleinen Fingers der Statue in verschiedenen Maßstäben, unter anderem als Trinkgefäß, und anderer kunsthandwerklicher Raritäten auf, die zusammen mit einer Publikation verkauft wurden. Als weitere Finanzquelle wurden später die Außenflächen des Gerüsts als Werbeflächen vermarktet.
Im Zuge der umgehend in die Wege geleiteten, rund eine Million Euro teuren Sanierungsarbeiten wurde nicht nur der erhobene Arm aufwendig stabilisiert und die gesamte Außenfläche gereinigt, abgeschliffen und versiegelt, sondern auch eine komplett neue Wendeltreppe eingebaut.
Die Arbeiten an der Statue dauerten bis zum Beginn des Oktoberfests im September 2002. Weiterhin renovierungsbedürftig ist der Sockel des Standbildes.
Der Verein Bavaria 2000, der sich unter seinen Präsidenten Adi Thurner und später Erwin Schneider († 2005) für das Andenken an König Ludwig I. und die Erhaltung seiner Bauten und Denkmäler eingesetzt hatte, wurde im Jahre 2006 aufgelöst.

#### Künstlerische Rezeption
Die Bavaria von Schwanthaler wurde zum Vorbild für spätere Denkmäler. Sie beeinflusste etwa den Schweizer Bildhauer Ferdinand Schlöth bei dessen St. Jakobs-Denkmal in Basel, aufgestellt 1872.

### Umgang mit dem Ensemble in der Zeit des Nationalsozialismus
Die Nationalsozialisten zeigten ein ambivalentes und zynisches Verhältnis zur Ruhmeshalle und der Bavaria.
Einerseits entwickelten sie verschiedene Pläne zur Umgestaltung des Festplatzes auf der Theresienwiese einschließlich der Bavaria und der Ruhmeshalle, die jeden Respekt vor dem Ort und der Intention des Erbauers vermissen lassen. So wurde 1934 ein Abriss der Ruhmeshalle hinter der Bavaria in Erwägung gezogen, stattdessen sollte dort ein Veranstaltungsgelände gebaut werden, die Theresienwiese sollte von Aufmarschstraßen durchzogen werden. 1935 wurde ein weiterer Plan vorgelegt, der vorsah, neben der Ruhmeshalle auch die Bavaria zu beseitigen, um an ihrer Stelle eine riesige Kongresshalle mit Heldengedenkstätte zu errichten. Nach Plänen von 1938 sollten die Bavaria und die Ruhmeshalle bestehen bleiben, jedoch von Monumentalbauten im neoklassizistischen Stil umrahmt werden. Die Theresienwiese wollte man quadrieren.
Andererseits wurde die Freifläche der Theresienwiese und die bestehende repräsentative und symbolkräftige Architektur gerne für propagandistische Inszenierungen genutzt, beispielsweise für Massenveranstaltungen bei den bis zum Kriegsausbruch großspurig gefeierten Maikundgebungen, wie der folgende Auszug aus einem Bericht der gleichgeschalteten Presse über die Feierlichkeiten am 1. Mai 1934 zeigt:

„Inzwischen begann der ungeheure Aufmarsch zur nachmittäglichen Kundgebung auf der Theresienwiese. Schon ab 13 Uhr erfolgte der Einmarsch in neun Riesensäulen. 180.000 Menschen ergossen sich strahlenförmig aus der Stadt auf die Theresienwiese. Ein besonders ergreifendes Bild war der Anmarsch von zehntausend Mitgliedern der NS-Kriegsopferversorgung. Die Riesenkolonnen der städtischen Betriebe wurden von Oberbürgermeister Fiehler persönlich geführt. Nach 14 Uhr erfolgte der Einmarsch hunderter von Fahnen der bürgerlichen Vereine, die sich im offenen Viereck der Ruhmeshalle gruppierten. Eine halbe Stunde später zogen die Chargierten aller studentischen Korporationen der Münchener Hochschulen mit ihren Bannern ein, um am Fuße der Säulen der Ruhmeshalle Aufstellung zu nehmen. Die unmittelbare Einleitung der Festkundgebung bildete um 15 Uhr der Einmarsch von NSBO, der NSKBO und der Fachschaften. Dem Zuge voraus ging Arbeitsdienst mit geschultertem Spaten. Die Fahnen nahmen an der Freitreppe zur Bavaria und an deren Sockel Aufstellung. Die eigentliche Kundgebung eröffnete eine Ansprache des mit lebhaften Heilrufen empfangenen Gauleiters und Staatsministers Adolf Wagner.“

## Film
- König Ludwig I. und seine Bavaria, Ein Film von Bernhard Graf, Bayerischer Rundfunk, 2018.